# ヒューヒュー
『ヒューヒュー』 (HYU2) は、一部日本テレビ系列局で放送されていた日本テレビ製作のバラエティ番組である。製作局の日本テレビでは1992年10月3日から1993年7月17日まで、毎週土曜 17:10 - 18:00 （日本標準時）に放送。

## 概要
生放送と称していたが、実際には2本撮り（生放送の後に次週放送分の収録も済ませる方式）だった。また、前番組『鶴ちゃんのプッツン5』と同じくローカルセールス枠で放送されていたため、未ネットの系列局も存在した。

## 出演者
- 関根勤 - メインMC
- 伊集院光 - コーナーレギュラー
- 東京パフォーマンスドール - メインレギュラー。ただし、篠原涼子はスケジュールの都合上初回から暫くは出演せず後期から参加。
- TEAM-0（のりやす・山崎邦正）- コーナーレギュラー
- ナインティナイン - コーナーレギュラー
- 中山秀征 - 番組後期から加わりサブMCとして関根の進行補佐を担当。後継番組『TVおじゃマンボウ』に唯一続投した。
- ゆうゆ - 中山と同じく番組後期から加わりサブMCを担当。
- 平川健太郎（日本テレビアナウンサー） - 番組内ではゲーム対決の実況役や視聴者プレゼントの紹介を担当。

## 主なコーナー
サブリミナルHYU
全身タイツを着用した若手芸人たち（TEAM-0やナインティナインら）がフラッシュライトの下でパントマイムや尻文字を行い、それが何なのかをパネラーが答える。伊集院と市井由理がコーナーMCを務めていた。パントマイムでは指定されたお題から大きく逸脱したジェスチャーを演者が行うことが多く、例えば「餅つき」を当ててもらうのになぜか途中から正常位となるなど、パネラーや会場から笑いを誘っていた。
バーコードバトラーで買いましょう
当時大人気だったエポック社のコンピューターゲーム『バーコードバトラー』で視聴者（主に小中学生）が対戦する。応募者の中で予選が行われ（出場者によると予選は対戦形式ではなく、バーコードバトラーに関する知識を問う筆記試験だった模様）、それを勝ち抜いた1人が挑戦者として出場し、前回の勝者と対戦した。対戦者はそれぞれ、後ろにある棚に陳列された商品の中から3品ずつ選択。選んだ商品に付いてあるバーコードを読み取らせて戦った（出場者によると、バーコード部分になぜか別のバーコードが貼り付けられていた商品もあったらしい）。対戦は3本勝負だったが、なぜか攻撃しか行われなかった。先に2勝した方がその週の勝者となり、3週続けて勝ち抜くとグランドチャンピオンに認定された。
スペシャル企画としてグランドチャンピオン大会も行われるはずだったが、3週勝ち抜く出場者が1人も現れなかったため、グランドチャンピオン大会が行われないままコーナーが終了した。
伊集院光の来るっ
伊集院が「このブームが来る」といったテーマでフリートークをしていたコーナー。このコーナーで伊集院がもうすぐ終わりそうな番組を予想していたが、それらが終わる前にこの番組が終わってしまうというオチがついた。
キイハンター'93
出演者たちがまずゲーム機『ボタン早押し選手権』で対戦。負け残り方式で、最後に残った出演者が負けた分の南京錠が付いた檻に入れられる。そして他のメンバーが制限時間内に鍵を開けて助けるコーナー。時間内に救出できないと、檻の上にある風船が割れて粉まみれにされた。
クイズ絶滅動物ランド
関根がすでに絶滅してしまった動物の着ぐるみを着てその動物になりきるコーナー。着ぐるみに予算が掛かりすぎるために企画が終了したことが番組内で明かされた。
合体ダジャレ道場
出演者たちがお茶を口に含み、視聴者から送られてきたダジャレ（例：「イタリア長介（→いかりや長介）」）にお茶を噴き出さずに耐えるコーナー。関根がコーナーMCを務めていた。時折、伊集院が「尻丸出雲黒斎」という名前で、「甘〜い!甘い甘い甘い!」と叫びながら乱入していた。
ヒューヒュー取調室 白状してよ〜
出演者たちに番組特製の円型のウソ発見器「嘘発見器H・Y・U '93」をかけるコーナー。関根が質問をする役を務めていた。
十代に罪はない
全日本美少女柔ちゃんコンテスト
開脚で体の柔らかさを競う。TPDからは穴井夕子・島津志穂・名取美穂・東亜佐美・藤本佐織・篠原礼なども参加した。

## オープニングテーマ
- 十代に罪はない（前期オープニングテーマ）
- キスは少年を浪費する（後期オープニングテーマ）

いずれも東京パフォーマンスドールの曲で、彼女たちがスタジオで歌っていた。篠原涼子の不在時には、代わりに木伏夏子が篠原のポジションに入っていた。関ひろみや島津志穂なども加わる際には、ポジションが通常とは異なっていた。

## 米光倶楽部
米光美保・関根・伊集院による企画ユニット。ユニット名は米米CLUBのパロディで、関根はカールスモーキー石井に、伊集院はジェームス小野田に扮していた。1993年3月10日にEPIC・ソニーよりシングル「TRUE」（作詞：前田たかひろ、作曲：COZY）をリリースしている。ただし、伊集院は「友情出演」としてクレジットされ、CDジャケットには写っていない。

## スタッフ
- 構成：近藤博幸、植竹公和、笹沼大
- 美術：石川啓一郎
- デザイン：久保玲子
- 振付：中村敦史（オフィスHIRAME）
- SW：秋山真
- CAM：木村博靖
- AUD：古川誠一
- VE：柴田康弘
- LD：河内俊明（共立）、小寺勝馬
- TK：坂本幸子
- 音効：杉山謙一郎
- 編集：四谷ビデオスタジオ
- ディレクター：寺内壯、氣賀澤宏隆
- 演出：倉増吉継
- アシスタントプロデューサー：源孝志（ホリプロ）
- プロデューサー：増田一穂
- 製作著作：日本テレビ

| 日本テレビ 土曜17:10枠                                | 日本テレビ 土曜17:10枠                         | 日本テレビ 土曜17:10枠                             |
| 前番組                                                | 番組名                                         | 次番組                                             |
| ----------------------------------------------------- | ---------------------------------------------- | -------------------------------------------------- |
| 鶴ちゃんのプッツン5 （1986年10月4日 - 1992年9月26日） | ヒューヒュー （1992年10月3日 - 1993年7月17日） | TVおじゃマンボウ （1993年7月24日 - 2006年3月25日） |